# Stefan Frankewitz
Stefan Frankewitz (* 16. Oktober 1952 in Straelen; † 26. September 2013) war ein deutscher Historiker und Archivar. Von 1986 bis zu seinem Tod leitete er das Archiv der Stadt Geldern.

## Leben
Stefan Antonius Theophil Frankewitz wurde 1952 im niederrheinischen Straelen als Sohn des aus Ostpreußen stammenden ehemaligen Generalleutnants Bruno Frankewitz und dessen Frau Mariagnes von Kempis geboren. Er wuchs auf Haus Eyll in Straelen auf, dessen Eigentümer er ab 1969 war. Nach dem Abitur am Friedrich-Spee-Gymnasium in Geldern im Jahr 1973 studierte er in Marburg und Bonn Geschichte, Vor- und Frühgeschichte, Kunstgeschichte und Volkskunde. Im November 1984 promovierte er bei Georg Droege am Institut für geschichtliche Landeskunde der Rheinlande an der Universität Bonn mit der Arbeit Die geldrischen Ämter Geldern, Goch und Straelen im späten Mittelalter, die 1986 als Buch erschien.
Ab 1985 arbeitete Frankewitz für zwölf Monate im historischen Stadtarchiv Gochs. In dieser Zeit legte er nicht nur ein Gocher Literaturverzeichnis an, sondern forschte auch zu den Gocher Stadtrechten und Privilegien, über die er 1985 eine Publikation mit dem Titel Privilegien der Grafen und Herzöge von Geldern für die Stadt Goch veröffentlichte. Im September 1986 wechselte er ins Stadtarchiv Geldern, dessen Leitung er übernahm. Im Jahr darauf war Frankewitz einer von zwei Stipendiaten des Albert-Steeger-Preises, mit dem wissenschaftliche Arbeiten über Themen der rheinischen Landeskunde gefördert werden.
Frankewitz veröffentlichte zahlreiche Publikationen zu kulturhistorischen und volkskundlichen Themen. Dabei lag sein Fokus auf der Landesgeschichte des ehemaligen Herzogtums Geldern und der Regionalgeschichte des Niederrheins. Außerdem war er Geschäftsführer von MESPILVS, Gesellschaft zur Förderung des Stadtarchivs Geldern e. V., zu deren Gründungsmitgliedern er 1994 zählte, und gehörte dem Vorstand des Regionalverbands Niederrhein des Rheinischen Vereins für Denkmalpflege und Landschaftsschutz an. Er starb nach schwerer Krankheit im September 2013.

## Veröffentlichungen (Auswahl)
Monographien
- 1985: Privilegien der Grafen und Herzöge von Geldern für die Stadt Goch
- 1986: Die geldrischen Ämter Geldern, Goch und Straelen im späten Mittelalter
- 1991: Von Oben. Historische Luftaufnahmen erzählen Gelderner Geschichte
- 1993: Flug über den Niederrhein (gemeinsam mit Corneel Voigt)
- 1996: Flug über das Rheinland. Zwischen Aachen und Bonn, Düsseldorf und Köln (gemeinsam mit Corneel Voigt)
- 2001: Die Denkmäler der Stadt Geldern
- 2007: Landesburgen, Burgen, Schlösser und Feste Häuser bis 1500 (= Geschichtlicher Atlas der Rheinlande. IV.12)
- 2010: Goch am Niederrhein
- 2011: Der Niederrhein und seine Burgen, Schlösser, Herrenhäuser entlang der Niers

Buchbeiträge
- 1990: Das Amt Krickenbeck und die Stadt Venlo im späten Mittelalter. In: Venlo's mozaïek: Hoofdstukken uit zeven eeuwen stadsgeschiedenis
- 1994: Geldern, Arcen, Venlo. Gewohnheitsrecht contra Stadtrecht. In: Geschichtliche Landeskunde der Rheinlande. Regionale Befunde und raumübergreifende Perspektiven. Georg Droege zum Gedenken
- 1996: Burg, Haus und Schloß im Spiegel niederrheinländischer Urkunden. In: Middeleeuwse kastelen in Limburg. Verschijningsvormen van het kasteel, zijn adellijke bewoners en hun personeel
- 2001: Geldrische Landesburgen vom 13. bis zum Ende des 15. Jahrhunderts. In: Gelre, Geldern, Gelderland. Geschichte und Kultur des Herzogtums Geldern
- 2009: Über den Aufwand, eine Burg zu zerstören. Anmerkungen zu Zerstörungen von Burgen im 14. Jahrhundert im Rheinland. In: Der umkämpfte Ort – von der Antike zum Mittelalter
- 2010: Stadt- und Landbefestigungen am Niederrhein im späten Mittelalter. In: „Vmbringt mit starcken turnen, murn“. Ortsbefestigungen im Mittelalter
- 2013: Bauernhöfe im Amt Geldern – Vom Mittelalter bis zur Gegenwart. In: „Bauern, Höfe und deren Namen am Niederrhein“.

Aufsätze
- 1984: Die Stecklenburg. Ein „neues“ Bodendenkmal in Wachtendonk. In: Geldrischer Heimatkalender 1984
- 1987: „hus te Stralen“. Beiträge zur Archäologie des Mittelalters aus Straelen. In: Geldrischer Heimatkalender 1987
- 1997: Haus Hoest bei Weeze. In: Geldrischer Heimatkalender 1997
- 2006: Adel und Territorialisierung in der Grafschaft Geldern im 13. Jahrhundert. In: Rheinische Vierteljahrsblätter. Band 70
- 2007: Burgenbau und Herrlichkeiten am Niederrhein im späten Mittelalter. In: Burgen und Schlösser. Heft 1/2007